# Кальнах
Кальнах (нем. Kallnach) — коммуна в Швейцарии, в кантоне Берн.
Входит в состав округа Аарберг. Население составляет 1511 человек (на 31 декабря 2006 года). Официальный код — 0304.

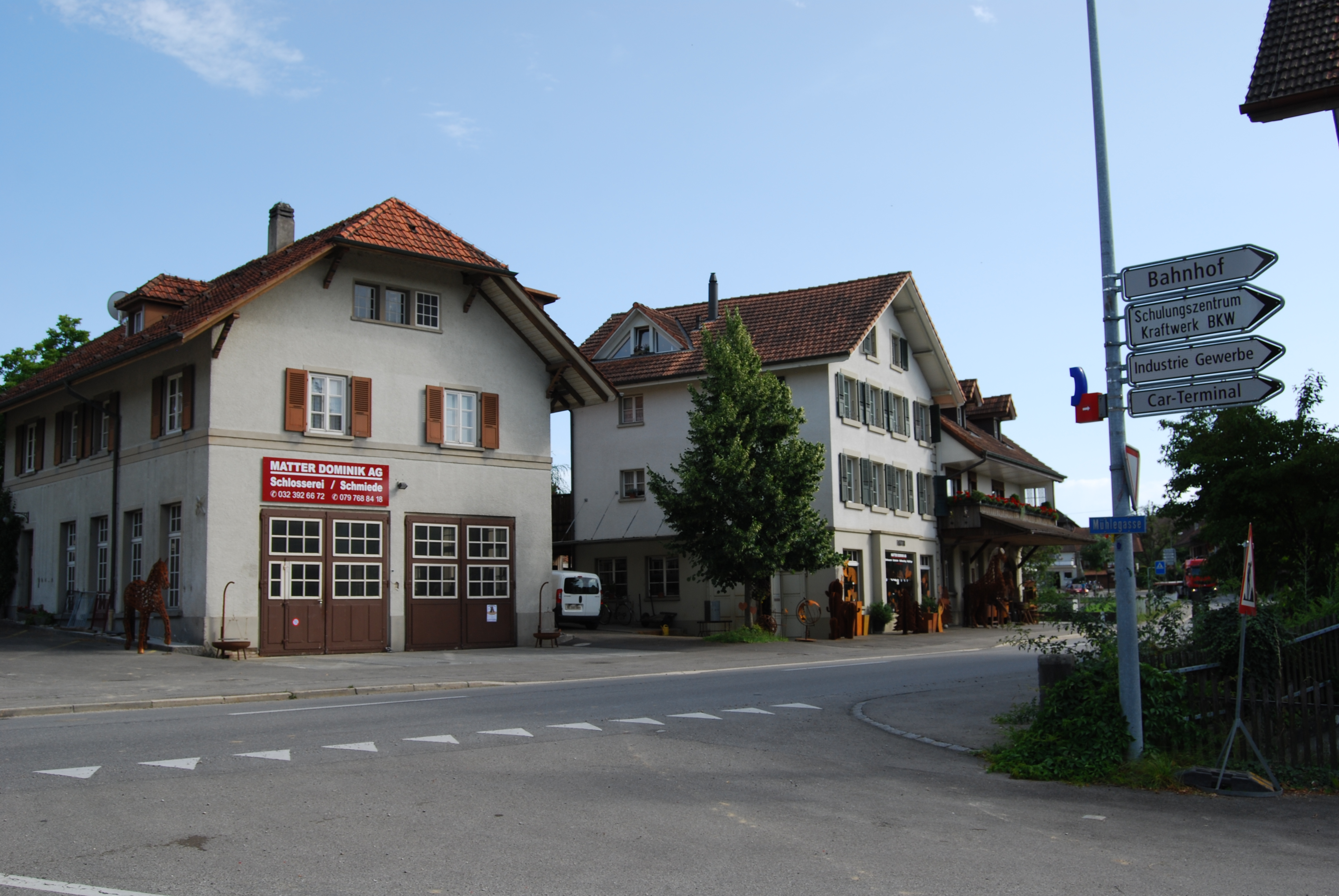
Кальнах